# Ylä-Valtimojärvi
Ylä-Valtimojärvi är en sjö i Finland. Den ligger i kommunen Valtimo i landskapet Norra Karelen, i den centrala delen av landet, 400 km nordost om huvudstaden Helsingfors. Ylä-Valtimojärvi ligger 107,2 meter över havet. Den är 19,5 meter djup. Arean är 1,87 kvadratkilometer och strandlinjen är 16,01 kilometer lång. Sjön  ingår i Vuoksens huvudavrinningsområde.   I omgivningarna runt Ylä-Valtimojärvi växer i huvudsak blandskog.